# Surameryx
Surameryx es un género extinto de mamífero herbívoro perteneciente a la familia de los paleomerícidos, del cual solo se conoce una especie, S. acrensis. Vivió durante el Mioceno superior (entre el Tortoniense al Messiniense, entre hace 11,6-5,3 millones de años) y sus restos fósiles se encontraron en Suramérica. Fue interpretado en principio como uno de los pocos mamíferos boreales que ingresaron a Suramérica antes del Plioceno. Sin embargo, tanto su edad del Mioceno como su identificación como un miembro de la familia Palaeomerycidae han sido cuestionados.

## Descripción
Este animal es conocido a partir de una mitad izquierda de la mandíbula casi completa, pero no es posible realizar una reconstrucción completa del animal. En todo caso, la mandíbula recuerda a la de los paleomerícidos norteamericanos, que son conocidos a partir de numerosos restos fósiles. Se deduce que Surameryx sería un animal con un aspecto vagamente similar a un ciervo, dotado de dos cuernos situados sobre la zona de las cuencas oculares y probablemente una proyección ósea en la zona posterior.
La mandíbula de Surameryx es similar a la del género Barbouromeryx por tener la fila de dientes premolares sin reducir en comparación con la fila de los molares; adicionalmente, presentaba el característico "pliegue de Palaeomeryx", una cresta típica de los molares presente en varios tipos de rumiantes primitivos, y un surco vertical sobre la superficie posterior e interna del cuarto premolar. Surameryx, aun así, difería de sus parientes por la forma de los molares y los premolares, mucho más anchos, y un proceso coronoide corto y apenas recurvado hacia lo alto; los estílidos eran también mayores que en otros géneros similares.

## Taxonomía
Surameryx acrensis fue descrito por primera vez en 2014, basándose en la mandíbula fósil descubierta en la Formación Madre de Dios que se extiende a lo largo del río Acre, en la zona entre Cobija (Bolivia) y Assis (Brasil). Surameryx es un representante de los paleomerícidos, una familia de artiodáctilos del Mioceno afines a los cérvidos y a los jiráfidos, dotados de protecciones óseas en la parte posterior del cráneo y de cuernos sobre los ojos, que hasta entonces eran conocidos de Europa, Asia y Norteamérica. Surameryx era a su vez un miembro de los dromomericinos, un grupo de paleomerícidos típicos de Norteamérica; dentro de estos, parece tener un parentesco estrecho con Barbouromeryx trigonocorneus, un dromomericino primitivo del Mioceno inferior a medio (hace 20 - 16 millones de años). El nombre del género Surameryx deriva de la palabra española sur, y el griego meryx, "rumiante"; por su parte, el nombre de la especie acrensis se refiere al río Acre.

## Relevancia
El descubrimiento de un dromomericino en Suramérica es excepcional; hasta 2014 sólo se habían encontrado restos esporádicos de mamíferos placentarios que no pertenecen a xenartros o a meridiungulados en América del Sur en capas anteriores al Plioceno. Esto significa que el Gran Intercambio Biótico Americano, considerado tradicionalmente como un evento de finales del Plioceno (hace unos 3 millones de años), en realidad sucedió mucho antes, remontándose por lo menos hasta el Mioceno tardío, hace unos 10 millones de años. La presencia de Surameryx en la cuenca del Amazonas es una prueba de este intercambio en el Mioceno, que ya se había sugerido por la presencia de especímenes contemporáneos de proboscídeos gonfotéridos (Amahuacatherium), pecaríes (Sylvochoerus y Waldochoerus) y tapires y la presencia por la misma época de perezosos terrestres en América del Norte (Thinobadistes y Pliometanestes). Parece ser que los paleomerícidos fueron incapaces de colonizar con éxito América del Sur, mientras que otros grupos se desenvolvieron mejor allí como los proboscídeos (que sobrevivieron hasta tiempos históricos) y las especies de pecaríes y tapires que permanecen actualmente en América del Sur. Sin embargo, la datación de los supuestos yacimientos fósiles del Mioceno en el oeste de la Amazonia y la identificación de los restos de gonfoterio como Amahuacatherium han sido criticados.
El estudio realizado por Gasparini et al. (2021) revaluó el material fósil de S. acrensis, y propuso que los rasgos dentales usados para asignar esta especie a los Dromomerycinae por Prothero et al. (2014) no son diagnósticos, ya que pueden ser hallados en otros grupos de artiodáctilos, incluyendo los ciervos suramericanos. Los autores también señalaron que los dientes del espécimen holotipo de S. acrensis están muy desgastados y ese considerable desgaste tuvo un rol importante al confundir u ocultar algunas de las características dentales. Adicionalmente, Gasparini et al. consideraron que la procedencia y edad del material fósil conocido de S. acrensis son dudosos. Los autores creen que la interpretación original del espécimen holotipo de S. acrensis como un dromomericino fue sumamente influenciada por su supuesta edad del Mioceno, ya que en esa época aún no habían cérvidos en América del Norte. De acuerdo con Gasparini et al., si la única información a considerar es la morfología preservada del fósil holotipo, la mejor interpretación del mismo es que se trata de un ciervo de identidad incierta, probablemente un individuo maduro con una edad dental de más de siete años. Los autores consideraron que probablemente este espécimen data del Cuaternario en lugar del Mioceno.